# 丁不四
丁不四是金庸小說《俠客行》裡頭的人物。
丁不四和兩位哥哥丁不二、丁不三以六合丁氏名聞江湖，個人品性不端，原先和梅文馨是一對情侶，並生下梅芳姑，可是後來丁不四移情迷戀史小翠，途中將梅氏母女拋棄，娶不成史小翠後便居住在碧螺山。
許多年後，丁不四在武昌府再度遇上已是祖母的史小翠，丁不四發揮死纏爛打邀她前往碧螺山聚會，不料被石破天解圍，於是丁不四和哥哥丁不三上凌霄城打算搶劫，無論如何要史小翠沾到碧螺山的的泥土才甘心。但是史小翠因和丈夫尚未和好不在凌霄城，丁不四就捏造謊言欺騙这位自称‘古往今来剑法第一、拳脚第一、内功第一、暗器第一的大英雄，大豪杰，大侠士，大宗师’的雪山派掌门，凌霄城城主‘威德先生’白自在，宣稱史小翠已到碧螺山和他幽會過，導致白自在醋意大發，加上石中玉和白阿繡事件處理未果，神智開始不清在凌霄城內濫殺無辜。
丁不四也受到俠客島邀請前往赴會，在那裏遇到昔日老相好梅文馨，後來大家平安回歸中土，梅文馨便立刻揪他前往熊耳山枯草嶺尋找女兒梅芳姑。